# Fiscorn

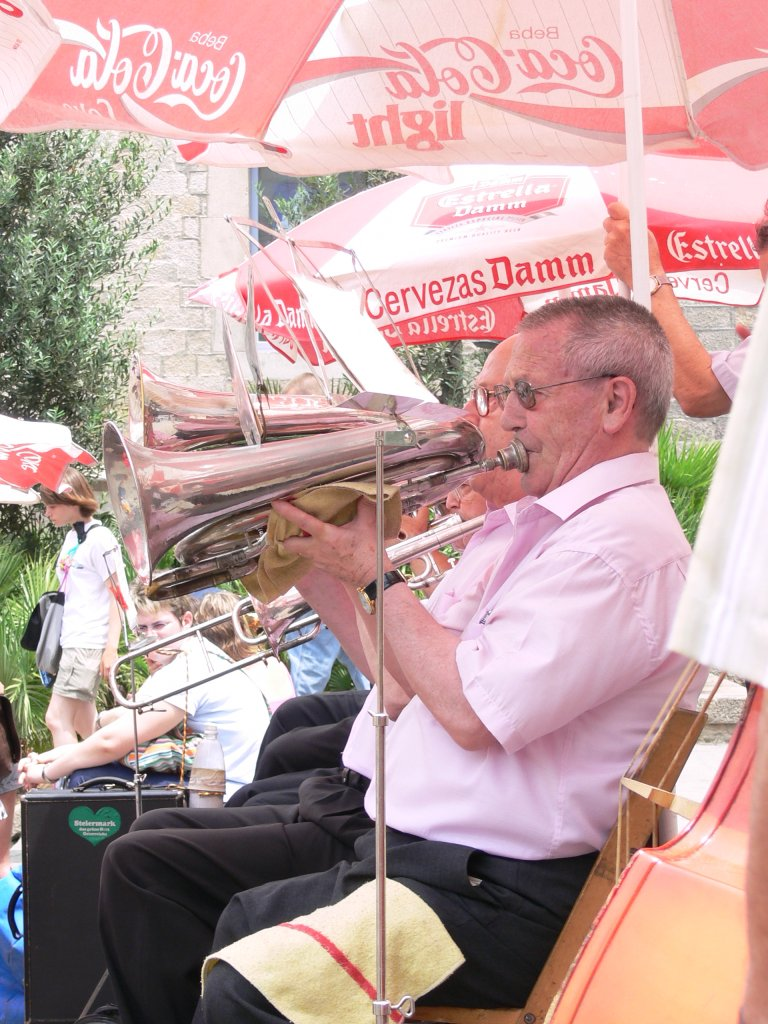
Fiscornaire de la Cobla Popular près de la Cathédrale Sainte-Eulalie de Barcelone

Le fiscorn est un instrument de la cobla de la famille des cuivres munis de pistons de la famille des bugles. Les fiscorns de cobla sont des bugles barytons en Ut. Typiquement, ils sont joués avec le pavillon en avant.
On peut étudier cet instrument en tant qu'instrument principal à l'École supérieure de musique de Catalogne ou aux conservatoires de musique de Perpignan et de Girone. Les instrumentistes sont nommés fiscornaires ou simplement fiscorn, du nom de l'instrument.

## Joueurs de fiscorn
- Conrad Saló (1906-1981)
- René Picamal Coma (1961-)